# Việt Thành, Thiệu Hưng
Việt Thành (chữ Hán phồn thể: 越城區, chữ Hán giản thể: 越城区, âm Hán Việt: Việt Thành khu) là một quận thuộc địa cấp thị Thiệu Hưng, tỉnh Chiết Giang, Cộng hòa Nhân dân Trung Hoa. Quận Việt Thành có diện tích 338 ki-lô-mét vuông, dân số 610.000 người. Mã số bưu chính của Việt Thành là 312000. Chính quyền quận đóng ở đường Diên Anh, nhai đạo Tháp Sơn.
Về mặt hành chính, quận này được chia thành 6 nhai đạo, 7 trấn. Tổng cộng có 66 khu xã, 340 ủy ban thôn:
- Nhai đạo biện sự xứ: Tháp Sơn, Phủ Sơn, Bắc Hải, Trấp Sơn, Thành Nam, Kê Sơn.
- Trấn: Linh Chi, Đông Hồ, Cao Phu, Mã Sơn, Đấu Môn, Giám Hồ, Đông Phố.